# Spökkrabbor
Spökkrabbor (Ocypode) är ett släkte av krabbor som förekommer på sandiga stränder i varmare delar av världen. Spökkrabbor utmärks av ett ofta mycket gott kamouflage, krabborna har en färg som gör att de när de står stilla smälter mycket väl in mot sanden på den strand där de lever. De kan även huka sig ner på ett sådant sätt att bildningen av skuggor minimeras. Spökkrabbor är också mycket snabba och har god syn och om individerna upptäcker en fara så söker de skydd i hålor. 
De flesta arter av spökkrabbor är ganska små krabbor, med en ryggsköld som mäter upp till 4–6 centimeter. Närmast besläktade med spökkrabbor är vinkarkrabbor, släktet Uca, och spökkrabbornas klor är liksom vinkarkrabbornas av olika storlek, dock är spökkrabbornas större klo inte lika påtagligt förstorad som vinkarkrabbornas. 
Till levnadssättet är spökkrabbor främst nattaktiva och livnär sig huvudsakligen som asätare.